# 鮮于龍女
鮮于龍女（韓語：선우용여，1945年8月15日—），韓國女演員。

## 經歷
- 2005年：光州朝鮮泡菜節宣傳大使
- 2006年：保健福利部防結核病宣傳大使

## 演出作品

### 電視劇
- 1993年：MBC《我們的天堂》
- 1994年：KBS《星期日請忍耐》
- 1996年：KBS《愛到》
- 1996年：KBS《個性時代》
- 1997年：MBC《星夢奇緣》飾演 江民的繼母
- 1997年：SBS《只是你》
- 1998年：MBC《心必須美麗》
- 1998年：SBS《順風婦產科》飾演 院長夫人
- 1999年：MBC《日光中》
- 2000年：MBC《因為你》
- 2001年：MBC《美味關係》
- 2004年：MBC《玫瑰的戰爭》
- 2004年：SBS《選擇》
- 2005年：MBC《美妙人生》飾演 尹泰熙
- 2005年：KBS《危險的愛情》
- 2005年：MBC《愛情誰也擋不住》
- 2006年：KBS《葡萄園裡的那男子》飾演 宋女士
- 2006年：MBC《珍惜現在》
- 2007年：KBS《天空戀人》
- 2008年：KBS《你是我的命運》飾演 李華蘭
- 2008年：SBS《我愛你》
- 2008年：KBS《小媳婦與少奶奶》
- 2008年：MBC《你是誰》飾演 金蘭熙
- 2009年：MBC《泰熙慧喬智賢》飾演 鮮于龍女
- 2010年：MBC《穿透屋頂的High Kick》飾演 老師
- 2011年：KBS《相信愛情》飾演 李美京
- 2012年：MBC《黃金時刻》飾演 朴琴女
- 2012年：KBS《Family》飾演 羅日蘭
- 2013年：JTBC《再也無法忍受》飾演 吉福子
- 2015年：MBC《女王之花》飾演 方恩娥
- 2016年：SBS《美女孔心》飾演 石大皇的媽媽
- 2017年：TV朝鮮《在你背上扣球》飾演 權五重的媽媽
- 2019年：KBS《左撇子妻子》飾演 千純仁
- 2021年：KBS《基督山小姐》飾演 韓英愛
- 2022年：KBS《現在很美麗》飾演 李慶順

### 電影
- 1963年：《高麗葬》
- 1966年：《士兵死去》
- 1969年：《起了傳言的小姐們》
- 1974年：《危險瞬間》
- 1977年：《冬日女人》
- 1977年：《山火》
- 1978年：《世宗大王》
- 1978年：《天空下的悲傷》
- 1979年：《梅雨》
- 1979年：《黃土期》
- 1979年：《青瓷》
- 1979年：《愛的條件》
- 1979年：《沒刺的薔薇》
- 1979年：《跑在沒有轉動的明天》
- 1980年：《女人的房間》
- 1981年：《冰點81》
- 1981年：《F單位的天才們》
- 1982年：《林中的笨蛋》
- 1982年：《朋友戀人》
- 1982年：《長眠沼澤中的不安》
- 1994年：《總統的女兒》
- 1994年：《我被請求禁止的事》
- 1994年：《參與祈願的愛》
- 1995年：《愛雨》
- 2002年：《魔法的城》
- 2003年：《絕對孤獨的主人》
- 2004年：《誰都有秘密》
- 2004年：《六十年代甜蜜蜜》
- 2006年：《愛，不是忍受》
- 2006年：《九尾狐家族》
- 2016年：《因為愛》

## 獲獎
- 1977年：第16屆大鐘獎最佳女配角獎

## 外部連結
- NAVER （页面存档备份，存于）